# Zefevazia peruanum
Zefevazia peruanum är en skalbaggsart som beskrevs av Antoine Boucomont 1902. Zefevazia peruanum ingår i släktet Zefevazia och familjen Bolboceratidae. Inga underarter finns listade i Catalogue of Life.